# Japallán
Japallán es un yacimiento arqueológico del Complejo Arqueológico Tantamayo en Perú.

## Ubicación
El complejo se ubica en la cima de una montaña a una altitud de 4100 m.s.n.m., ubicado en los contrafuertes del margen este del río Marañón y delimitados por los ríos Tantamayo; afluente inmediato del río mencionado primero y el propio Marañón en el Alto Marañón próximo al C.P. Pariarca correspondiente a la jurisdicción del distrito de Tantamayo de la provincia de Huamalíes en el departamento de Huánuco. EL relieve que circunda a la montaña es muy abrupto debido en gran parte al cañón del río Marañón y sus afluentes cercanos como los ríos Jauranga ubicado en su margen oeste y el río Tantamayo en su margen este, quienes en un proceso de erosión intensa dieron forma escarpada a sus márgenes cuyas paredes tienen elevada pendiente.

## Descripción
En si el complejo es una ciudadela que tiene forma de una fortaleza, el cual dada las características del terreno actuó seguramente como un punto de vigilancia pues su altitud y ubicación en la cima de la montaña ofrecía una amplia vista del espacio circundante. Contiene una plataforma de una extensión de 2 000 m² y existen evidencias de torreones y un sarcófago, también se puede apreciar en este recinto la presencia de castillos, un templo, distintos recintos habitacionales y un templo.

## Acceso
Consta de una sola vía de acceso y el poblado más cercano es Pariarca, aunque para llegar primero se tiene que llegar hacia Tantamayo, capital del distrito homónimo. 

## Galería
- Wikimedia Commons alberga una categoría multimedia sobre Japallán.